# Diego Alonso
Diego Martín Alonso López (Montevideo, 16 de abril de 1975) es un exfutbolista y entrenador uruguayo. Actualmente sin club.

## Carrera como jugador
Su infancia la vivió en el Cerro de Montevideo. Comenzó a jugar al fútbol en 1981, en el Club Zorzal. Tres años después, junto a sus amigos del Colegio Bartolomé Hidalgo se cambió al club Cosmos Corinto, del Prado. A los 12 inició las inferiores en Wanderers, debido a su admiración por Enzo Francescoli. Alternó con su tercer club de Baby: el Estrella del Norte de Sayago. Luego de un par de años, emigra hacia Bella Vista. 
Debutó como profesional en el Bella Vista, donde permaneció cuatro temporadas, contribuyendo al título de la Segunda División uruguaya en 1997. Integró una destacada generación de jugadores dirigidos por Julio Ribas, entre los que estaban Jorge Casanova, Leonel Pilipauskas, Adrián Berbia, Guillermo Giacomazzi, Darío Rodríguez (luego integrantes en distintos momentos de Peñarol), Fabián Pumar y Alejandro Lembo. En 1998 el equipo papal se consolidó como la sensación al ganar la Liguilla-Pre Libertadores y llegar a cuartos de final de la Copa. Diego consiguió ser goleador, tanto del Clausura de 1998 como de la Liguilla. Estuvo allí hasta 1999, cuando es adquirido por Gimnasia y Esgrima La Plata, de la mano de Gregorio Pérez, donde estaban sus compatriotas Guillermo Sanguinetti y Edgardo Adinolfi.
En Gimnasia encontró su lugar a fuerza de su fuerte personalidad. La hinchada se enamoró al instante y el “U-ru-gua-yooo…u-ru-gua-yoooo” era común oírlo luego de cada gol. Es tan querido por la hinchada del Lobo, que una filial lleva su nombre.
Ya iniciado el 2000, una carta de un tripero junto a una remera con la inscripción “Fuerza Valentina”, lo conmueve: previo a un clásico ante Estudiantes en un Torneo de Verano, la niña recién nacida, atravesaba una delicada situación debido a un cuadro de Hipoxia e Hipertensión Pulmonar, siendo asistida con respirador artificial y sus expectativas de vida eran inciertas. El Tornado marcaría los dos goles que “presagiaban” la carta y en cada uno de ellos, levantaría su casaca, mostrando la remera que daba algo más que fuerza: demostraba fe, característica propia de Diego. Cada gesto suyo fue “patear al respirador”. Al tiempo conoció a la chiquita cuando salió del Hospital y su gesto solidario fue reconocido por el ambiente futbolístico.
En Gimnasia jugó 32 partidos y marcó 17 goles, despertando el interés del Valencia C.F. A mediados del 2000, Valencia pagó 4 millones de dólares, a mediados de 2000, la más onerosa en el club albiazul. Ya en la institución española, jugó la Champions League, perdiendo la final ante Bayern Múnich por penalties. Alonso marcaría 6 goles en la copa. Hacia mediados de la temporada, Alonso empezó a perder minutos de juego en favor de John Carew. Al final de la temporada, el recientemente descendido Atlético de Madrid, lo llamó para jugar en Segunda. Allí logró ser pichichi y parte fundamental del regreso del equipo colchonero a la primera división.  De Madrid, se mudó al Racing de Santander y luego al Málaga.  En 2004, fue a México a jugar para los Pumas de la UNAM, donde ganó el Torneo Apertura de ese año. Solo un año después siguió su camino y regresó a España donde estuvo una temporada ligado al Real Murcia.
A mediados de 2006 pegó la vuelta al Uruguay para defender al Club Nacional de Football. Jugó el segundo semestre en el que fue partícipe de una buena campaña en la Copa Sudamericana, eliminando a Boca Juniors y un gol suyo en el Centenario determinó el pase a cuartos de final. En 2007 se sumó al Shanghái Unificado de China; logrando el Torneo Internacional A3, donde participan equipos de China, Corea y Japón, siendo el único club chino en conseguirlo en 15 años. Marcó 7 goles en 13 partidos, pero dos fueron claves en un 3-2 sobre el final.
Luego de la experiencia asiática, en 2008 volvió a Gimnasia y Esgrima de La Plata, que venía de temporadas muy malas y peleaba por mantener la categoría. Su segundo paso no fue tan productivo, principalmente por lesiones y la llegada de otro nueve de área, Roberto Sosa, en el 2009. Finalmente le tocó jugar la Promoción ante Atlético Rafaela por la permanencia, en 2009. El partido de ida casi sentenció la serie, con derrota 0 – 3. El descenso parecía inminente cuando el entretiempo del partido de vuelta tenía un resultado parcial de 0 a 0. Pero el delantero uruguayo tuvo un importante rol en la remontada histórica. Alonso hizo el primero de los tres goles que dejaron a Gimnasia en la Primera A Argentina.
En agosto de 2009 va a jugar en Peñarol. Allí se reencontró con Darío Rodríguez y Julio Ribas, su técnico en Bella Vista. Un año más tarde, conquistó el Clausura 2010 y luego fue Campeón Uruguayo 2009/10 con el equipo aurinegro, que hacía siete años no daba la vuelta olímpica. Si bien no fue titular, era la primera alternativa ofensiva del técnico Diego Aguirre, definiendo partidos con sus goles. Jugó 46 partidos con la casaca carbonera y logró marcar 17 tantos, teniendo un altísimo promedio de gol si se tiene en cuenta los minutos jugados. En el 2011, con Peñarol disputó la Copa Libertadores, llegando a la final que perdió ante el Santos marcándole un gol en la ida, que sería anulado por offside.

## Selección nacional

### Como jugador
Diego Alonso ocho apariciones para el equipo nacional de Uruguay, durante cinco años. Su debut se produjo el 17 de junio de 1999 en una victoria amistosa por 3-2 sobre Paraguay, en Ciudad del Este.
Alonso fue elegido para el equipo de la nación para la Copa América de ese año, y anotó un gol una definición por penales de cuartos de final (5–3),obteniendo el segundo lugar. A pesar de su temporada con el Atlético Madrid, no fue seleccionado para la Copa Mundial de la FIFA 2002.

#### Participaciones en Copa América
| Copa              | Sede     | Resultado  | Partidos | Goles |
| ----------------- | -------- | ---------- | -------- | ----- |
| Copa América 1999 | Paraguay | Subcampeón | 2        | 0     |

## Carrera como entrenador

#### Bella Vista
Al finalizar la temporada 2010-11, decidió retirarse del fútbol para dedicarse a la profesión de director técnico. Dirigió a Bella Vista, club en el cual debutó como jugador, durante gran parte de la temporada 2011-12, tras la renuncia de Pablo Alonso, y logró salvar al equipo de un descenso casi asegurado.

#### Guaraní
Al finalizar la temporada, salvándose del descenso, dejó Bella Vista y firmó, más adelante, por Guaraní, de Paraguay. En el torneo Clausura 2012 realizó una buena campaña con el conjunto aborigen liderando el certamen durante gran parte del mismo llegando a sacar en un momento dado ocho puntos de ventaja por sobre su más inmediato perseguidor. Sin embargo, en la recta final inesperadamente cedió terreno y acabó en la tercera posición por detrás de Libertad (campeón) y Nacional.

#### Peñarol
Luego de un año en el fútbol paraguayo volvió a Uruguay, para dirigir en Peñarol. Pese a tener un debut en la pretemporada auspicioso con empates frente a Benfica y Sporting Lisboa en partidos amistosos, no sería buena su temporada quedando eliminado en primera fase de la Copa Sudamericana 2013, consiguiendo un empate en la visita al conjunto chileno de Cobreloa 0-0 en su debut oficial, luego caería de local. El 5 de octubre de 2013 es cesado debido a no conseguir los resultados esperados en el club, tras 6 fechas disputadas del campeonato local. Dejó el club luego de empatar 1 a 1 frente a Montevideo Wanderers, siendo este sustituido por Jorge Gonçalves.

#### Olimpia
En marzo de 2014, Alonso retornó a Paraguay para dirigir al Club Olimpia con el que cosechó muy buenos resultados, su desvinculación fue inesperada ocurrida el 5 de octubre del mismo año. Alonso estuvo en 30 partidos, ganando catorce, perdiendo nueve y empatando siete veces, con su equipo colocado en la segunda posición de la tabla del torneo Clausura al momento de su salida.

#### Pachuca
En diciembre de 2014 es asignado como director técnico del Club de Fútbol Pachuca de México. El 29 de mayo logra conquistar el título de campeón de Primera División en el torneo Clausura 2016, llegando como segundo lugar en la tabla general frente al primer lugar de la tabla: Rayados de Monterrey dando un resultado en el partido de ida disputado en Pachuca de 1-0 a favor del cuadro tuzo y un resultado de 1-1 en el partido de vuelta disputado en Monterrey. Dando así un apretado marcador global de 2-1 logrando así el sexto título de liga al Club de Fútbol Pachuca. Cabe señalar que Monterrey es un viejo conocido, ya que en 2004, como jugador del Club Universidad Nacional, se vieron las caras en la final del Torneo Apertura 2004, donde también venció al cuadro rayado.
En Pachuca también ganó la Liga de Campeones de CONCACAF 2016-17 venciendo en la final Tigres de la UANL con un marcador global de 2-1, logrando la clasificación a la Copa Mundial de Clubes de la FIFA. En dicha competición, venció en primera ronda a Wydad Casablanca por 1-0, luego sería derrotado en semifinales por Grêmio 1-0 en el tiempo suplementario, y se quedaría con el bronce tras vencer al Al-Jazira por 4-1. En mayo de 2018, expiró su contrato y no fue renovado de mutuo acuerdo.

#### Monterrey
El día 18 de mayo de 2018 es presentado como nuevo entrenador de Club de Fútbol Monterrey. Se corona como campeón de la CONCACAF 2019 con Rayados en el estadio BBVA Bancomer contra el tradicional rival Club Tigres UANL. Diego es el único entrenador que gana la CONCACAF con dos equipos diferentes. El 30 de septiembre de 2019 fue destituido de la dirección técnica tras una serie de malos resultados.

#### Inter Miami
Alonso es escogido por David Beckham propietario de la franquicia del club de Inter Miami CF, que debutaba en la Major League Soccer 2020 de Estados Unidos. Siendo el primer técnico en la historia del club. El equipo finalizó décimo de catorce en la Conferencia Este. En enero de 2021 se fue del equipo por mutuo acuerdo.

#### Selección uruguaya
En diciembre de 2021, Alonso fue designado como director técnico de la selección uruguaya de fútbol. para poder lograr la clasificación a Catar 2022 tras una serie de malos resultados. Debutaría el 27 de enero de 2022 en un partido eliminatorias sudamericanas de visita frente a Paraguay, en Estadio General Pablo Rojas, Asunción. Con victoria de la selección celeste por 1 a 0, gol convertido por Luis Suárez y más tarde golearían a Venezuela en Montevideo por 4-1, metiéndose de nuevo a la pelea. Después vendría el triunfo ante Perú por 1 a 0, finalizando el día 29 de marzo con un categórico triunfo ante Chile, en Santiago, por 2 a 0, clasificando a Uruguay para el Mundial. Sin embargo, en diciembre, tras no poder pasar de la fase de grupos en Catar, presentó su renuncia y citó su deseo de volver a las funciones del club.

###### Participaciones en eliminatorias sudamericanas
| Proceso                          | Resultado   | Posición | PJ | G | E | P | EF   |
| -------------------------------- | ----------- | -------- | -- | - | - | - | ---- |
| Eliminatorias sudamericanas 2022 | Clasificado | 3°       | 4  | 4 | 0 | 0 | 100% |
| Total                            | Total       | Total    | 4  | 4 | 0 | 0 | 100% |

#### Sevilla
El 10 de octubre de 2023, fue nombrado nuevo entrenador del Sevilla F. C. hasta final de temporada sustituyendo a José Luis Mendilibar, siendo su primera experiencia en Europa como entrenador. Sin embargo, con él a la cabeza el equipo hispalense no ganó ninguno de los ocho partidos de Liga ni los cuatro de Champions League que dirigió. Sólo consiguió dos victorias ante equipos no profesionales en la Copa del Rey. El 16 de diciembre de 2023 dejó de ser el entrenador del Sevilla F. C. tras perder contra el Getafe C. F. por 0 a 3.

#### Panathinaikos
El 10 de junio de 2024, fue confirmado como entrenador del Panathinaikos por dos temporadas.El 30 de octubre, fue relevado de sus funciones después de un mal comienzo en la temporada.

## Estadísticas

### Como jugador
| Club                        | País      | Año         | Part. | Goles | Prom. |
| --------------------------- | --------- | ----------- | ----- | ----- | ----- |
| Bella Vista                 | Uruguay   | 1992 - 1999 | 86    | 54    | 0,62  |
| Gimnasia y Esgrima La Plata | Argentina | 1999 - 2000 | 32    | 17    | 0,53  |
| Valencia                    | España    | 2000 - 2001 | 33    | 8     | 0,24  |
| Atlético Madrid             | España    | 2001 - 2002 | 39    | 22    | 0,56  |
| Racing Santander            | España    | 2002 - 2003 | 22    | 1     | 0,04  |
| Málaga                      | España    | 2003 - 2004 | 24    | 7     | 0,29  |
| UNAM                        | México    | 2004 - 2005 | 32    | 17    | 0,53  |
| Real Murcia                 | España    | 2005 - 2006 | 24    | 3     | 0,10  |
| Nacional                    | Uruguay   | 2006        | 13    | 5     | 0,38  |
| Shanghái Greenland Shenhua  | China     | 2007        | 20    | 12    | 0,60  |
| Gimnasia y Esgrima La Plata | Argentina | 2008 - 2009 | 36    | 5     | 0,13  |
| Peñarol                     | Uruguay   | 2009 - 2011 | 40    | 23    | 0,42  |
| Total                       | Total     | Total       | 401   | 173   | 0,43  |

### Como entrenador

##### Clubes
| Equipo                        | Div.         | Temporada    | Liga | Liga | Liga | Liga |    | Copa | Copa | Copa | Copa |    | Internacional | Internacional | Internacional | Internacional |   | Otros | Otros | Otros | Otros |     | Totales     | Totales | Totales | Totales | Totales | Totales | Totales | Totales |
| Equipo                        | Div.         | Temporada    | PD   | G    | E    | P    | PD | G    | E    | P    | PD   | G  | E             | P             | PD            | G             | E | P     | PD    | G     | E     | P   | Rendimiento | GF      | GC      | Dif.    |         |         |         |         |
| ----------------------------- | ------------ | ------------ | ---- | ---- | ---- | ---- | -- | ---- | ---- | ---- | ---- | -- | ------------- | ------------- | ------------- | ------------- | - | ----- | ----- | ----- | ----- | --- | ----------- | ------- | ------- | ------- | ------- | ------- | ------- | ------- |
| Bella Vista · Uruguay         | 1.ª          | 2011-12      | 25   | 9    | 3    | 13   | -  | -    | -    | -    | -    | -  | -             | -             | -             | -             | - | -     | 25    | 9     | 3     | 13  | 40%         | 27      | 34      | -7      |         |         |         |         |
| Bella Vista · Uruguay         | Total        | Total        | 25   | 9    | 3    | 13   | -  | -    | -    | -    | -    | -  | -             | -             | -             | -             | - | -     | 25    | 9     | 3     | 13  | 40%         | 27      | 34      | -7      |         |         |         |         |
| Guaraní Paraguay              | 1.ª          | 2012-C       | 22   | 13   | 4    | 5    | -  | -    | -    | -    | 4    | 1  | 1             | 2             | -             | -             | - | -     | 26    | 14    | 5     | 7   | 60.26%      | 33      | 26      | +7      |         |         |         |         |
| Guaraní Paraguay              | 1.ª          | 2013-A       | 22   | 11   | 7    | 4    | -  | -    | -    | -    | -    | -  | -             | -             | -             | -             | - | -     | 22    | 11    | 7     | 4   | 60.61%      | 38      | 21      | +17     |         |         |         |         |
| Guaraní Paraguay              | Total        | Total        | 44   | 24   | 11   | 9    | -  | -    | -    | -    | 4    | 1  | 1             | 2             | -             | -             | - | -     | 48    | 25    | 12    | 11  | 60.41%      | 71      | 47      | +24     |         |         |         |         |
| Peñarol · Uruguay             | 1.ª          | 2013-14      | 6    | 1    | 2    | 3    | -  | -    | -    | -    | 2    | 0  | 1             | 1             | -             | -             | - | -     | 8     | 1     | 3     | 4   | 25%         | 10      | 15      | -5      |         |         |         |         |
| Peñarol · Uruguay             | Total        | Total        | 6    | 1    | 2    | 3    | -  | -    | -    | -    | 2    | 0  | 1             | 1             | -             | -             | - | -     | 8     | 1     | 3     | 4   | 25%         | 10      | 15      | -5      |         |         |         |         |
| Olimpia Paraguay              | 1.ª          | 2014-A       | 18   | 8    | 5    | 5    | -  | -    | -    | -    | -    | -  | -             | -             | -             | -             | - | -     | 18    | 8     | 5     | 5   | 53.7%       | 26      | 20      | +6      |         |         |         |         |
| Olimpia Paraguay              | 1.ª          | 2014-C       | 12   | 6    | 2    | 4    | -  | -    | -    | -    | -    | -  | -             | -             | -             | -             | - | -     | 12    | 6     | 2     | 4   | 55.56%      | 16      | 11      | +5      |         |         |         |         |
| Olimpia Paraguay              | Total        | Total        | 30   | 14   | 7    | 9    | -  | -    | -    | -    | -    | -  | -             | -             | -             | -             | - | -     | 30    | 14    | 7     | 9   | 54.45%      | 42      | 31      | +11     |         |         |         |         |
| Pachuca · México              | 1.ª          | 2015-C       | 21   | 10   | 4    | 7    | -  | -    | -    | -    | 2    | 0  | 2             | 0             | -             | -             | - | -     | 23    | 10    | 6     | 7   | 52.18%      | 37      | 31      | +6      |         |         |         |         |
| Pachuca · México              | 1.ª          | 2015-A       | 17   | 6    | 3    | 8    | 6  | 2    | 1    | 3    | -    | -  | -             | -             | -             | -             | - | -     | 23    | 8     | 4     | 11  | 40.58%      | 39      | 41      | -2      |         |         |         |         |
| Pachuca · México              | 1.ª          | 2016-C       | 23   | 11   | 9    | 3    | 7  | 3    | 2    | 2    | -    | -  | -             | -             | 1             | 0             | 0 | 1     | 31    | 14    | 11    | 6   | 56.99%      | 52      | 33      | +19     |         |         |         |         |
| Pachuca · México              | 1.ª          | 2016-A       | 19   | 9    | 5    | 5    | -  | -    | -    | -    | 10   | 6  | 3             | 1             | -             | -             | - | -     | 29    | 15    | 8     | 6   | 60.92%      | 66      | 31      | +35     |         |         |         |         |
| Pachuca · México              | 1.ª          | 2017-C       | 17   | 6    | 6    | 5    | -  | -    | -    | -    | -    | -  | -             | -             | -             | -             | - | -     | 17    | 6     | 6     | 5   | 47.05%      | 16      | 16      | +0      |         |         |         |         |
| Pachuca · México              | 1.ª          | 2017-A       | 17   | 5    | 4    | 8    | 8  | 6    | 1    | 1    | -    | -  | -             | -             | 3             | 2             | 0 | 1     | 28    | 13    | 5     | 10  | 52.38%      | 43      | 29      | +14     |         |         |         |         |
| Pachuca · México              | 1.ª          | 2018-C       | 17   | 6    | 5    | 6    | 5  | 2    | 1    | 2    | -    | -  | -             | -             | -             | -             | - | -     | 22    | 8     | 6     | 8   | 45.45%      | 33      | 31      | +2      |         |         |         |         |
| Pachuca · México              | Total        | Total        | 131  | 53   | 36   | 42   | 26 | 13   | 5    | 8    | 12   | 6  | 5             | 1             | 4             | 2             | 0 | 2     | 173   | 74    | 46    | 53  | 51.63%      | 286     | 212     | +74     |         |         |         |         |
| Monterrey · México            | 1.ª          | 2018-A       | 21   | 12   | 3    | 6    | 8  | 5    | 2    | 1    | -    | -  | -             | -             | 1             | 0             | 0 | 1     | 30    | 17    | 5     | 8   | 62.23%      | 46      | 32      | +14     |         |         |         |         |
| Monterrey · México            | 1.ª          | 2019-C       | 21   | 10   | 6    | 5    | -  | -    | -    | -    | 8    | 5  | 2             | 1             | -             | -             | - | -     | 29    | 15    | 8     | 6   | 60.92%      | 51      | 27      | +24     |         |         |         |         |
| Monterrey · México            | 1.ª          | 2019-A       | 12   | 5    | 1    | 6    | 1  | 1    | 0    | 0    | -    | -  | -             | -             | -             | -             | - | -     | 13    | 6     | 1     | 6   | 48.71%      | 17      | 18      | -1      |         |         |         |         |
| Monterrey · México            | Total        | Total        | 54   | 27   | 10   | 17   | 9  | 6    | 2    | 1    | 8    | 5  | 2             | 1             | 1             | 0             | 0 | 1     | 72    | 38    | 14    | 20  | 59.26%      | 114     | 77      | +37     |         |         |         |         |
| Inter de Miami Estados Unidos | 1.ª          | 2020         | 21   | 7    | 3    | 11   | 3  | 0    | 0    | 3    | -    | -  | -             | -             | -             | -             | - | -     | 24    | 7     | 3     | 14  | 33.34%      | 25      | 38      | -13     |         |         |         |         |
| Inter de Miami Estados Unidos | Total        | Total        | 21   | 7    | 3    | 11   | 3  | 0    | 0    | 3    | -    | -  | -             | -             | -             | -             | - | -     | 24    | 7     | 3     | 14  | 33.34%      | 25      | 38      | -13     |         |         |         |         |
| Sevilla · España              | 1.ª          | 2023-24      | 8    | 0    | 5    | 3    | 2  | 2    | 0    | 0    | 4    | 0  | 0             | 4             | -             | -             | - | -     | 14    | 2     | 5     | 7   | 26.19%      | 16      | 22      | -6      |         |         |         |         |
| Sevilla · España              | Total        | Total        | 8    | 0    | 5    | 3    | 2  | 2    | 0    | 0    | 4    | 0  | 0             | 4             | -             | -             | - | -     | 14    | 2     | 5     | 7   | 26.19%      | 16      | 22      | -6      |         |         |         |         |
| Panathinaikos · Grecia        | 1.ª          | 2024-25      | 9    | 3    | 4    | 2    | -  | -    | -    | -    | 8    | 4  | 1             | 3             | -             | -             | - | -     | 17    | 7     | 5     | 5   | 50.98%      | 20      | 16      | +4      |         |         |         |         |
| Panathinaikos · Grecia        | Total        | Total        | 9    | 3    | 4    | 2    | -  | -    | -    | -    | 8    | 4  | 1             | 3             | -             | -             | - | -     | 17    | 7     | 5     | 5   | 50.98%      | 20      | 16      | +4      |         |         |         |         |
| Total clubes                  | Total clubes | Total clubes | 328  | 138  | 81   | 109  | 40 | 21   | 7    | 12   | 38   | 16 | 10            | 12            | 5             | 2             | 0 | 2     | 411   | 177   | 98    | 136 | 51.02%      | 611     | 492     | +119    |         |         |         |         |
| 1. 2. 3.                      |              |              |      |      |      |      |    |      |      |      |      |    |               |               |               |               |   |       |       |       |       |     |             |         |         |         |         |         |         |         |

##### Selección
| Uruguay             | 2022                | -   | -   | -  | -   | - | 4  | 4  | 0 | 0  | 3  | 1  | 1  | 1  | FG | 5  | 3 | 1 | 1 | 12  | 8   | 2   | 2   | 72.23% | 20  | 8   | +12  |
| Total selección     | Total selección     | -   | -   | -  | -   | - | 4  | 4  | 0 | 0  | 3  | 1  | 1  | 1  | -  | 5  | 3 | 1 | 1 | 12  | 8   | 2   | 2   | 72.23% | 20  | 8   | +12  |
| Total en su carrera | Total en su carrera | 328 | 138 | 81 | 109 | - | 44 | 25 | 7 | 12 | 41 | 17 | 11 | 13 | -  | 10 | 5 | 1 | 3 | 423 | 185 | 100 | 138 | 51.62% | 631 | 500 | +131 |

#### Resumen por competencias
| Competición                      | Partidos | Ganados | Empatados | Perdidos | Ganados % |
| Clubes                           | Clubes   | Clubes  | Clubes    | Clubes   | Clubes    |
| -------------------------------- | -------- | ------- | --------- | -------- | --------- |
| Primera División de Uruguay      | 31       | 10      | 5         | 16       | 37.64%    |
| Primera División de Paraguay     | 74       | 38      | 18        | 18       | 59.46%    |
| Liga MX                          | 185      | 80      | 46        | 59       | 51.53%    |
| Copa MX                          | 35       | 19      | 7         | 9        | 60.96%    |
| Supercopa de México              | 1        | 0       | 0         | 1        | 0%        |
| Campeón de Campeones             | 1        | 0       | 0         | 1        | 0%        |
| MLS                              | 21       | 7       | 3         | 11       | 38.09%    |
| MLS is Back Tournament           | 3        | 0       | 0         | 3        | 0%        |
| LaLiga                           | 8        | 0       | 5         | 3        | 20.83%    |
| Copa del Rey                     | 2        | 2       | 0         | 0        | 100%      |
| Superliga de Grecia              | 9        | 3       | 4         | 2        | 48.14%    |
| Copa Sudamericana                | 6        | 1       | 2         | 3        | 27.78%    |
| Liga de Campeones de la Concacaf | 20       | 11      | 7         | 2        | 66.67%    |
| Liga de Campeones de la UEFA     | 4        | 0       | 0         | 4        | 0%        |
| Liga Europa de la UEFA           | 3        | 2       | 0         | 1        | 66.67%    |
| Liga Conferencia de la UEFA      | 4        | 1       | 1         | 2        | 33.33%    |
| Mundial de Clubes de la FIFA     | 3        | 2       | 0         | 1        | 66.67%    |
| Total clubes                     | 411      | 177     | 98        | 136      | 51.02%    |
| Selecciones                      |          |         |           |          |           |
| Eliminatorias Sudamericanas      | 4        | 4       | 0         | 0        | 100%      |
| Mundial                          | 3        | 1       | 1         | 1        | 33.33%    |
| Copa América                     | 0        | 0       | 0         | 0        | 0%        |
| Amistosos                        | 5        | 3       | 1         | 1        | 66.67%    |
| Total selección                  | 12       | 8       | 2         | 2        | 72.23%    |
| Total en su carrera              | 423      | 185     | 100       | 138      | 51.62%    |

## Palmarés

### Como jugador

#### Campeonatos nacionales
| Título                    | Club                      | País    | Año     |
| ------------------------- | ------------------------- | ------- | ------- |
| Segunda División          | Bella Vista               | Uruguay | 1997    |
| Liguilla Pre-Libertadores | Bella Vista               | Uruguay | 1998    |
| Segunda División          | Atlético de Madrid        | España  | 2001-02 |
| Liga MX                   | Club Universidad Nacional | México  | 2004 A  |
| Torneo Clausura           | Peñarol                   | Uruguay | 2010    |
| Campeonato Uruguayo       | Peñarol                   | Uruguay | 2009-10 |

#### Campeonatos internacionales
| Título               | Club             | País  | Año  |
| -------------------- | ---------------- | ----- | ---- |
| Copa de Campeones A3 | Shanghái Shenhua | China | 2007 |

### Como entrenador

#### Campeonatos nacionales
| Título  | Club    | País   | Año    |
| ------- | ------- | ------ | ------ |
| Liga MX | Pachuca | México | 2016 C |

#### Campeonatos internacionales
| Título                     | Club      | País   | Año  |
| -------------------------- | --------- | ------ | ---- |
| Concacaf Liga de Campeones | Pachuca   | México | 2017 |
| Concacaf Liga de Campeones | Monterrey | México | 2019 |

Participación en Mundial de Clubes